# Paul Adolf Hauptmann
Paul Adolf Hauptmann (* 5. Mai 1887 in Bromberg; † 9. Februar 1958 in Ergoldsbach) war ein deutscher Maler der impressionistisch-realistischen Richtung.

## Leben
Paul Adolf Hauptmann wurde als Sohn eines Architekten und Enkel eines Kunstschmiedes geboren. Bereits in jungen Jahren kam er nach Berlin, wo er als Meisterschüler der Professoren Alexander Kips, Maximilian Schäfer und Henseler an der Hochschule für freie und angewandte Kunst mit Auszeichnung studierte. Lange Jahre arbeitete er an der Staatlichen Porzellan-Manufaktur Berlin, während dieser Zeit entstanden zahlreiche Studien zu diversen Dekors. Auch seine Freizeit widmete er ganz der Kunst. Er war Mitglied und teilweise Vorsitzender von zahlreichen bekannten Künstlervereinen, leitete etliche Ausstellungen und unterrichtete in Malateliers, in denen besonders Angehörige des diplomatischen Korps seine Schüler waren. Seine zeitlebens entstandenen Arbeiten in verschiedenen Techniken widmete er der Akt-, Landschafts-, Porträt-, Tier-, Blumen- und Dekormalerei. In der Zeit des Nationalsozialismus war Hauptmann Mitglied der Reichskammer der bildenden Künste. U.a. war er von 1939 bis 1944 auf allen sechs Großen Deutschen Kunstausstellung in München mit acht Blumenstillleben vertreten, von denen Hitler und Joseph Goebbels je eines erwarben. Im Jahr 1942 musste er aufgrund von Bombenangriffen aus Berlin flüchten und fand in Ergoldsbach, Niederbayern eine neue Heimat. 